# Забродівське водосховище
 Забродівське водосхо́вище  — невелике руслове водосховище на річці Мерла (ліва притока р. Ворскла). Розташоване в Богодухівському районі Харківської області.
- Водосховище побудовано в 1962 році по проекту інституту "Облпроект", та реконструйовано в 1975 по проекту Харківської експедиції "Укрдіпроводгосп".
- Призначення - зрошення, риборозведення, рекреація.
- Вид регулювання - сезонне.

## Основні параметри водосховища
- нормальний підпірний рівень — 132,5 м;
- форсований підпірний рівень — 133,0 м;
- рівень мертвого об'єму — 130,65 м;
- повний об'єм — 2,08 млн м³;
- корисний об'єм — 1,65 млн м³;
- площа дзеркала — 135 га;
- довжина — 2,8 км;
- середня ширина - 0,48 км;
- максимальні ширина - 0,69 км;
- середня глибина — 1,5 м;
- максимальна глибина — 3,5 м.

## Основні гідрологічні характеристики
- Площа водозбірного басейну - 200 км².
- Річний об'єм стоку 50% забезпеченості - 8,07 млн м³.
- Паводковий стік 50% забезпеченості - 5,98 млн м³.
- Максимальні витрати води 1% забезпеченості - 112,8 м³/с.

## Склад гідротехнічних споруд
- Глуха земляна гребля довжиною - 701 м, висотою - 5 м, шириною - 11 м. Закладення верхового укосу - 1:2,5, низового укосу - 1:1,5.
- Щитовий водоскид № 1 у вигляді трьохвічкової труби із монолітного залізобетону, що перекривається плоскими затворами із гвинтовими підйомниками. Січення труб - 2(2х2,5)м та 1(2,5х2,6)м, довжина - 20 м.
- Щитовий водоскид № 2 у вигляді трьохвічкової залізобетонної труби, що перекривається плоскими металевими затворами із гвинтовими підйомниками. Січення труб 3(2х2)м, довжина - 27 м.
- Донний водоспуск із сталевої труби діаметром 400 мм, обладнаний засувкою, розташован в тілі греблі в заплавній частині.

## Використання водосховища
Водосховище було побудовано для зрошення в колгоспі "Перемога" Богодухівського району.
На даний час використовується для риборозведення ПП "Зодіак".